# Średnia Przełęcz
Średnia Przełęcz (słow. Malá Svišťová štrbina) – przełęcz znajdująca się w grani Świstowych Turni (fragmencie Świstowej Grani) w słowackiej części Tatr Wysokich. Jej siodło oddziela Pośrednią Świstową Turnię na południowym zachodzie od Wysokiej Świstowej Turni na północnym wschodzie. Podobnie jak na inne pobliskie obiekty, i na nią nie prowadzą żadne znakowane szlaki turystyczne.
Jest to najszersza przełęcz w grani Świstowych Turni. Na północny wschód do doliny Rówienki opada ze Średniej Przełęczy urwisty żleb kończący się w okolicy Łapszańskich Ogrodów. Z kolei na przeciwległą stronę, do Doliny Świstowej spada żleb trawiasty, zawierający liczne skałki oraz kępy kosodrzewiny. Od tej strony Średnia Przełęcz stanowi najwygodniejszy dostęp do Świstowych Turni.

## Historia
Pierwsze wejścia, przy przejściu granią:
- Władysław Kulczyński junior, Mieczysław Świerz i Tadeusz Świerz, 6 sierpnia 1908 r. – letnie,
- Jan Červinka i František Pašta, 6 grudnia 1954 r. – zimowe.

Podane powyżej pierwsze wejście zimowe nie jest pewne, gdyż nie wiadomo, od którego miejsca Jan Červinka i František Pašta zaczęli przechodzić grań Świstowych Turni.